# Jean Marie Chérestal
Jean-Marie Cérestal (Port-Salut, 18 de junio de 1947) es un político haitiano.

## Biografía
Durante la presidencia de Jean-Bertrand Aristide ejerció en 1991 como Secretario de Estado de Cooperación Externa. Entre 1993 y 1994 fungió como Ministro de Planificación, Servicio Público y Cooperación Externa, y desde 1994 hasta 1995 se desempeñó como Ministro de Planificación y Cooperación Externa.
Bajo la presidencia de René Préval ejerció entre 1995 y 1996 como Ministro de Economía y Finanzas.
Fue nombrado primer ministro de Haití el 20 de marzo de 2001 por el presidente  Jean-Bertrand Aristide. Renunció el 21 de enero de 2002 a raíz de acusaciones de mala gestión.
Se postuló a la Presidencia de Haití en las elecciones presidenciales de 2006, obteniendo un 0.28% de los votos.
Fue líder del partido político Pont.